# Hjalmar Schacht
Hjalmar Horace Greeley Schacht (Tingleff, 22 gennaio 1877 – Monaco di Baviera, 3 giugno 1970) è stato un economista e politico tedesco, presidente della Reichsbank, la banca centrale tedesca, e ministro dell'economia nella Germania nazista dal 1934 al 1937.

## Biografia
Schacht nacque a Tingleff (allora in Germania, ora in Danimarca), figlio di William Leonhard Ludwig Maximillian Schacht, funzionario statale, e della baronessa danese Constanze Justine Sophie von Eggers. I suoi genitori, memori dei trascorsi negli Stati Uniti, scelsero il suo nome in omaggio al giornalista Horace Greeley. Schacht studiò medicina, filologia e scienze politiche e si laureò in economia nel 1899.

### La presidenza della Reichsbank
Nel 1903, entrò nella Dresdner Bank, guidata da Jakob Goldschmidt, che favorirà la sua nomina a capo dell'istituto nel 1908, e poi della Reichsbank. Nel 1905, insieme ad altri membri della Dresdner Bank, Schacht conobbe il famoso banchiere statunitense John Pierpont Morgan, ed il presidente degli USA Theodore Roosevelt. Nel 1908 fu iniziato in massoneria nella loggia di Berlino Urania zur Unsterblichkeit. Dal 1908 al 1915 fu amministratore della Dresdner Bank. Nel 1923, fu nominato responsabile economico della Repubblica di Weimar, varando una serie di misure che ridussero l'inflazione e stabilizzarono il marco tedesco. Schacht venne promosso presidente della Reichsbank nel 1924.
Partecipò all'elaborazione del piano Dawes ed al piano Young. Il 7 marzo 1930, 6 mesi dopo l'inizio della Grande depressione, lasciò la carica di presidente della Reichsbank, che riprese il 17 marzo 1933 dopo l'ascesa al potere di Hitler. Schacht lasciò il piccolo Partito Democratico Tedesco (che aveva contribuito a fondare) e si avvicinò, pur non aderendovi, alle posizioni del Partito Nazista (NSDAP).

### Il Partito Nazionalsocialista e il Ministero dell'economia (1934-37)
Schacht non fu mai membro effettivo del NSDAP, ma fu un finanziatore del partito di Adolf Hitler; che conobbe e sostenne dalla fine degli anni '20. Nell'agosto del 1934 Hitler lo nominò ministro dell'economia.
Schacht intraprese una politica economica simile a quella di Franklin Delano Roosevelt, il cosiddetto New Deal: con una forte politica di Lavori Pubblici promosse la costruzione della rete autostradale tedesca e risolse i problemi di disoccupazione, creando dal nulla milioni di posti di lavoro. I principali provvedimenti intrapresi da Schacht furono: l'annullamento del debito estero, la nazionalizzazione delle grosse imprese, la germanizzazione di quelle piccole; finanziò lo sviluppo attraverso i MEFO, delle obbligazioni emesse sul mercato interno. Sin da subito appoggiò il riarmo tedesco (anche clandestino, eludendo e ignorando le clausole del trattato di Versailles, soprattutto dopo la presa di potere del partito nazista), mentre sin dagli anni '20 era stato un forte sostenitore della politica di potenza della Grande Germania, in particolare chiedendo la restituzione di tutto o di parte dell'impero coloniale.
Da governatore della Reichsbank, nel 1924, riuscì inoltre ad annullare l'iperinflazione ed ottenne il pareggio del bilancio dello Stato post-Weimar. Per quanto riguarda il commercio estero, ideò un ingegnosissimo sistema per trasformare gli acquisti di materie prime da altri paesi in commesse per l'industria tedesca: i fornitori erano pagati in moneta che poteva essere spesa soltanto per comprare merci fatte in Germania. Il meccanismo, di stimolo al settore manifatturiero, funzionava come un baratto: le materie prime importate erano pagate con prodotti finiti dell'industria nazionale, evitando così il peso dell'intermediazione finanziaria e fuoriuscite di capitali.
Molto importante fu la penetrazione economica, quasi coloniale, della Germania sia nel contesto balcanico che in America Latina, con politiche spregiudicate (che nei confronti delle nazioni balcaniche facevano affidamento anche sul bastone e sulla carota), il "capolavoro" di queste politiche imperialiste informali fu raggiunto con l'appoggio alla parte franchista della guerra civile spagnola. In quel contesto riuscì ad ottenere uno scambio molto vantaggioso per la Germania di materie prime e semilavorati in cambio di armi e crediti, tanto che mentre l'Italia fascista impegnò 3914 milioni di pesetas, senza vantaggi per l'economia italiana e con crediti a lunghissimo termine (gli ultimi saldati nel 1965) la Germania, investendone solo 1932 riuscì a diventare il primo importatore in Spagna già nel 1936 (con circa il 30%), raggiungendo la quota del 40% entro il 1938, mentre contemporaneamente si aggiudicavano il 40% delle esportazioni (contro l'11% del 1935) e quote di proprietà notevolissime sia in campo minerario che in quello bancario e della logistica; mentre politicamente stabilì la leadership di Franco, garante degli accordi ispano-tedeschi, sugli insorti, fatto tutt'altro che scontato ed anzi imprevedibile.

In virtù di questi meriti venne nominato plenipotenziario generale per l'economia di guerra nel maggio del 1935; nell'agosto del 1935 si trovò però in disaccordo con Julius Streicher ed i suoi scritti anti-ebraici sul Der Stürmer. Schacht venne rimosso dalla carica di ministro dell'economia nel novembre del 1937 a causa di disaccordi con Hitler e Hermann Göring sulle eccessive spese militari che, secondo Schacht, avrebbero portato ad una catastrofica inflazione. Fu comunque soprattutto una questione ideologica, derivante dalla differenza tra il conservatorismo politico della destra tradizionale e quello "rivoluzionario" del nazionalsocialismo.

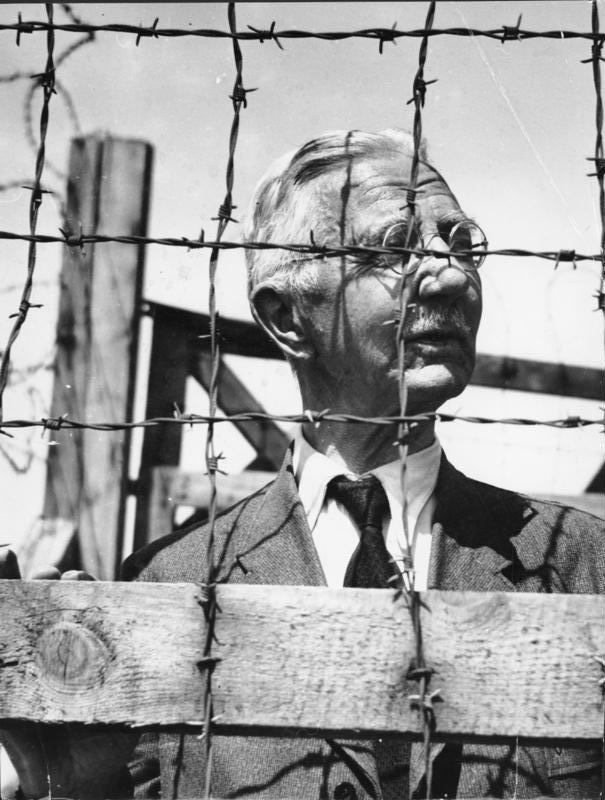
Schacht in un campo di internamento alleato, 1945

Sia la sua politica delle export-import, sia il suo continuo desiderio di riaffermare il potere coloniale della Germania, sia la sua decisione di partecipare alla guerra civile spagnola, derivavano dalla sua vocazione imperialistica basata su una "conservatrice" ma aggressiva Weltpolitik, che vedeva nella creazione di imperi informali e coloniali la corretta via di sviluppo imperiale per l'economia tedesca; dopo il 1937 la Germania nazista cambiò la sua linea politica, o meglio si conformò con la linea rivoluzionaria nazista sempre preferita da Hitler, che vedeva nella ricerca di Lebensraum il "destino imperiale tedesco". Mantenne la carica di presidente della Reichsbank fino a quando Hitler non gli impose le dimissioni nel gennaio del 1939. Schacht mantenne comunque il titolo di ministro senza portafoglio e ricevette lo stipendio di presidente della Reichsbank fino al gennaio del 1943, quando venne posto in definitivo congedo. Fu incarcerato durante la caccia alle streghe seguita al fallito attentato ad Hitler, cosa che gli giovò molto al processo di Norimberga, e trasferito nei campi di concentramento di Ravensbrück, Flossenbürg e Dachau.

### Il processo di Norimberga
Arrestato dagli Alleati presso il lago di Braies, dove era stato trasferito insieme a 140 prigionieri illustri, fu accusato di cospirazione e di crimini contro la pace nel Processo di Norimberga (gli vennero risparmiate le imputazioni per crimini di guerra e crimini contro l'umanità). Si difese sostenendo di essere soltanto un banchiere e un economista e di essere stato un oppositore di Hitler, anche se le prove indicavano la partecipazione a riunioni che avevano lo scopo di portare i nazionalsocialisti al potere e che aveva contribuito ad aggirare il Trattato di Versailles. Pur avendo direttamente finanziato l'ascesa del movimento nazista, l'accusa al processo non riuscì a sottoporre le prove del suo diretto coinvolgimento nella preparazione della guerra aggressiva e venne dichiarato "non colpevole" (unico insieme a Franz von Papen e a Hans Fritzsche).

## Nel dopoguerra

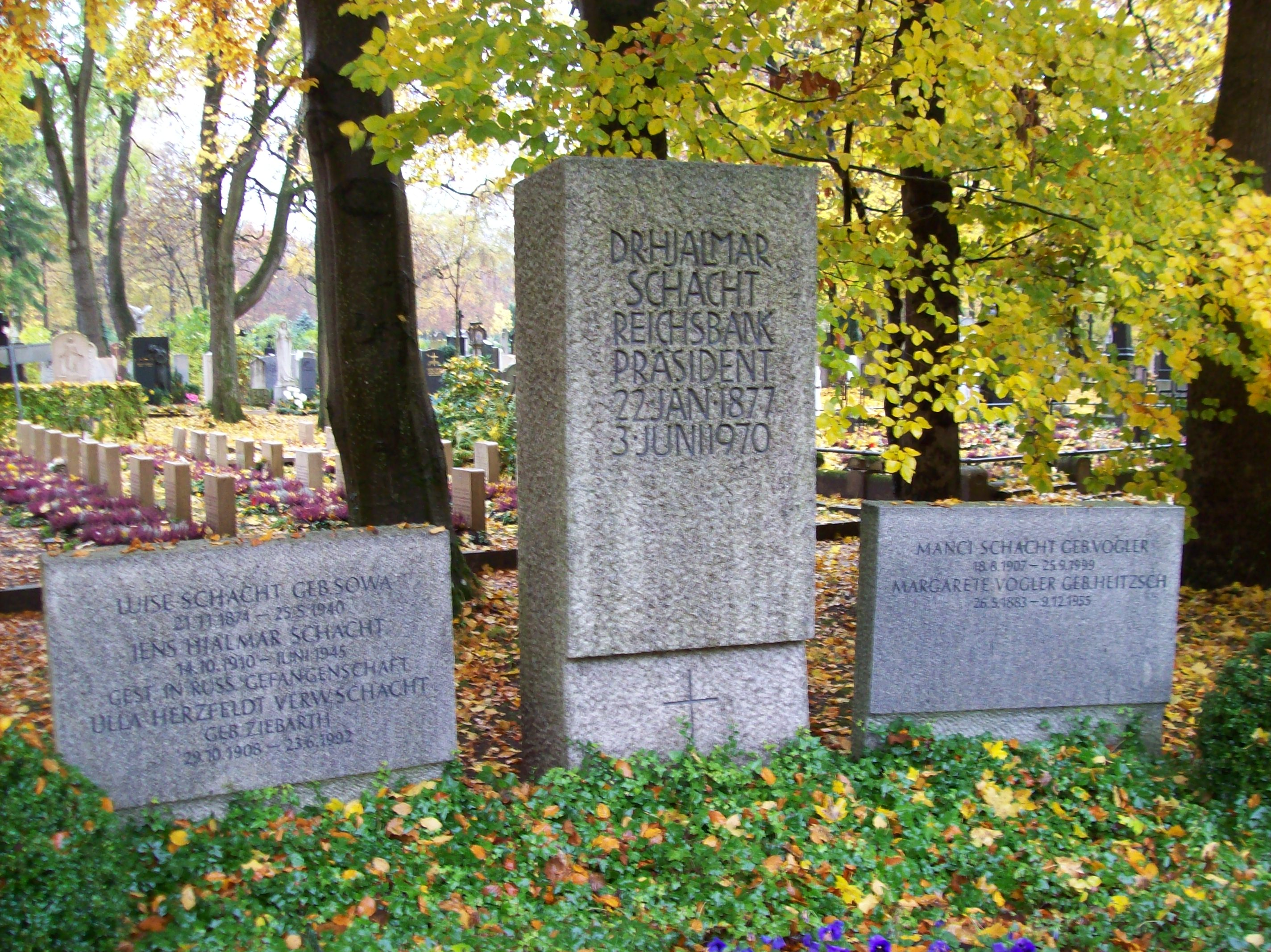
Tomba della famiglia Schacht nel Cimitero di Monaco.

Liberato dagli Alleati nel 1946, fu riarrestato immediatamente dalle autorità tedesche e processato nel corso dei processi di denazificazione seguiti al conflitto. Condannato alla pena di otto anni di lavori forzati, fu rilasciato nel settembre del 1948. Dopo la liberazione definitiva, Schacht fondò la Düsseldorfer Außenhandelsbank Schacht & Co. e divenne consigliere economico e finanziario per i paesi in via di sviluppo, ricevendo anche una cospicua pensione da parte dello Stato tedesco occidentale.
Morì il 3 giugno 1970 a Monaco di Baviera; venne sepolto nel Cimitero Est della medesima città, lo stesso cimitero dove circa ventiquattro anni prima vennero cremati undici gerarchi nazisti condannati a morte dopo il Processo di Norimberga.